# Richard Boursnell
Richard Boursnell (1832–1909) byl britský spirituální fotograf médií a duchů.

## Životopis
Boursnell spolupracoval s profesionálním fotografem z Fleet Street v Londýně. Podle psychologického badatele Simeona Edmundse se Boursnellovy fotografie duchovního světa „při mnoha příležitostech ukázaly jako podvodné“.
V roce 1902 Boursnell pořídil fotografii spiritisty Williama Thomase Steada a objevil se „duch“ navíc, který byl identifikován jako Piet Botha, búrský velitel zabitý v jihoafrické válce. Stead tvrdil, že Botha byl v Anglii neznámý a uvedl, že fotografie byla nadpřirozeného původu, nicméně kouzelník John Nevil Maskelyne a Andrew Wilson objevili, že Bothova smrt byla ohlášena v londýnských novinách v roce 1899 s fotografií Bothy.  
Boursnell byl odhalen, když ho F. C. Barnes z Brisbane v Austrálii navštívil v Londýně v roce 1908. „Duch“ na fotografii byl identifikován jako císařovna Alžběta Rakouská, převzatá z knihy.
Výzkumník Ronald Pearsall napsal, že další podvodnou metodou používanou Boursnellem bylo malování ducha na pozadí „látkou, jako je chininsulfit“. 

## Galerie

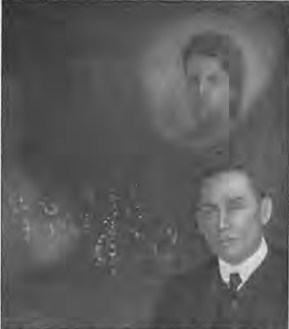
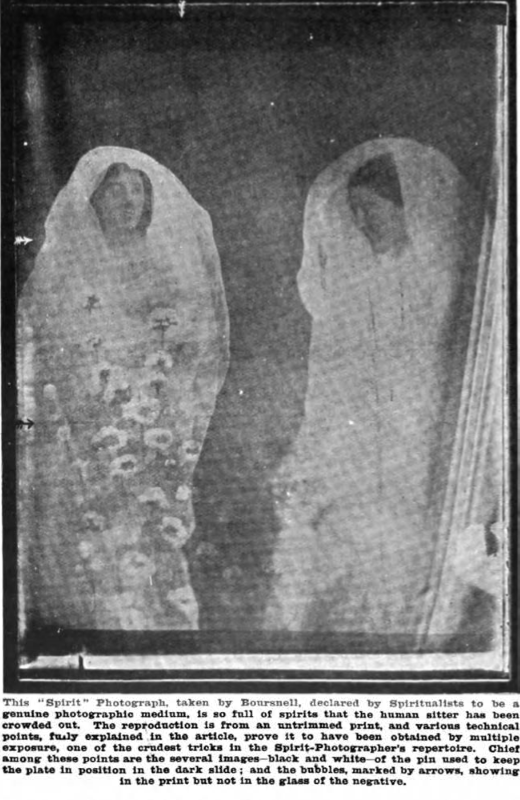
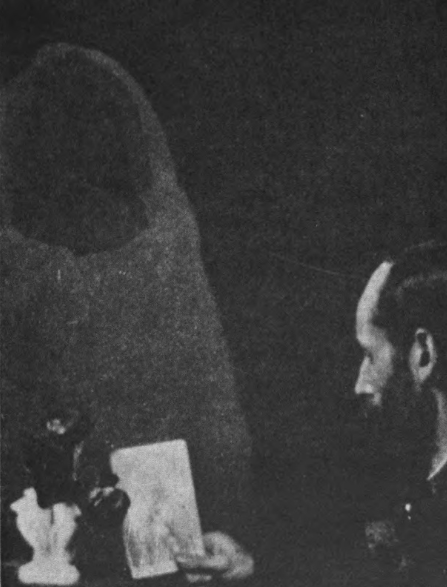
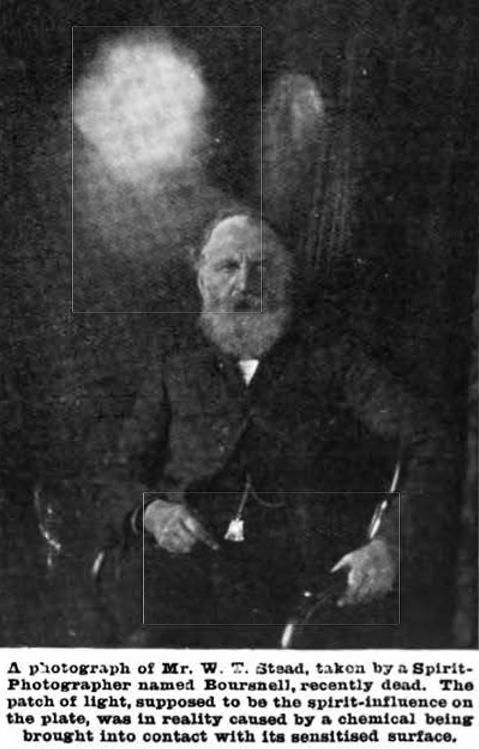